# Guy-Alain Emmanuel Gauze
 Guy-Alain Emmanuel Gauze (né le 3 mai 1952 à Ferkessédougou et mort le 27 janvier 2021) est un homme politique ivoirien. Ancien ministre, il est issu des rangs du PDCI.

## Biographie
Après avoir été diplômé de l'Université d'Abidjan, il part étudier la diplomatie et les relations économiques internationales à l'École Nationale d’Administration (ENA) en France de 1976 à 1978. Il obtient ensuite un diplôme en sciences politiques à l'Université de Louvain en Belgique,.
En 1993, il est nommé ministre des Matières premières (café et cacao) sous la présidence de Félix Houphouët-Boigny puis d'Henri Konan Bédié.
En 1998, il est nommé ministre du Commerce extérieur puis ambassadeur en Europe de 2000 à 2002 avant de devenir représentant auprès de l’Office des Nations Unies et de l’Organisation Mondiale du Commerce (OMC) de 2006 à 2011.

### Vie privée
Il est marié depuis le 21 février 1981 et père de trois enfants.
Il est mort le 27 janvier 2021 à Genève.
Philippe-André Gauze, actuel (2022) Ambassadeur de la Côte d’Ivoire auprès du Vatican est son frère cadet . 

## Distinctions
- 1998 : Commandeur de l’Ordre du Mérite agricole ivoirien
- 2000 : Commandeur de l’Ordre National de la République de Côte d’Ivoire
- 2002 : Commandeur de l’Ordre du Mérite Ivoirien